# Simca Aronde

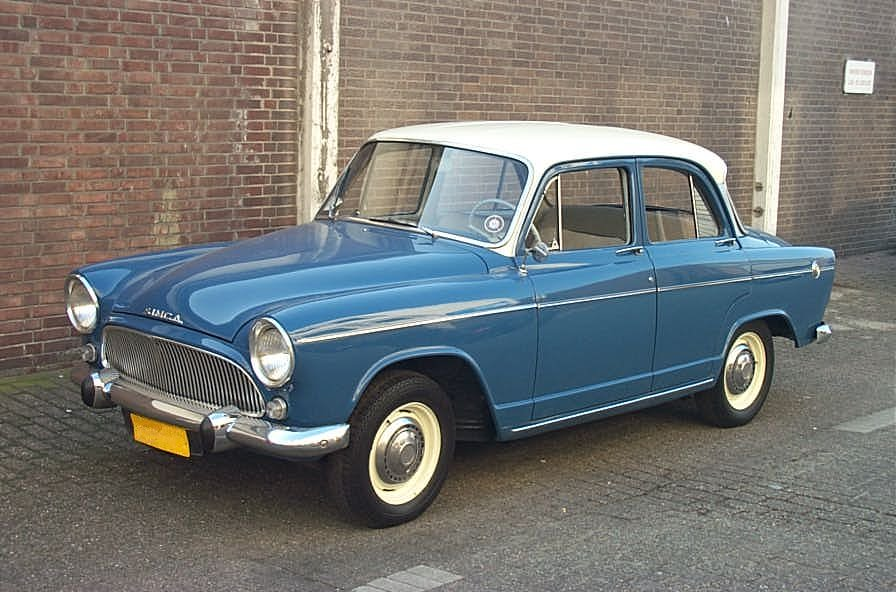
Simca Aronde P60

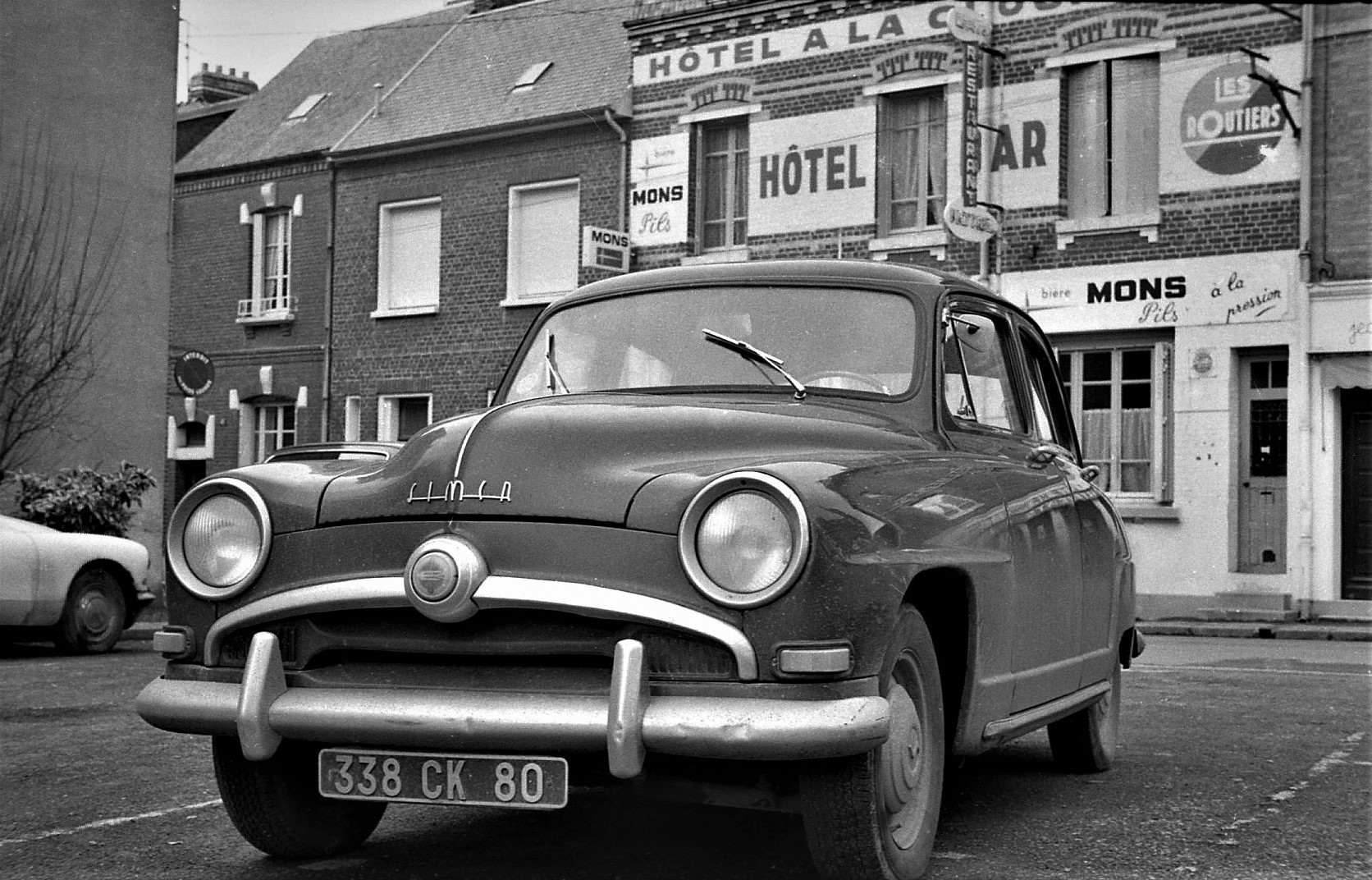
Simca 9 Aronde in Frankrijk 1972

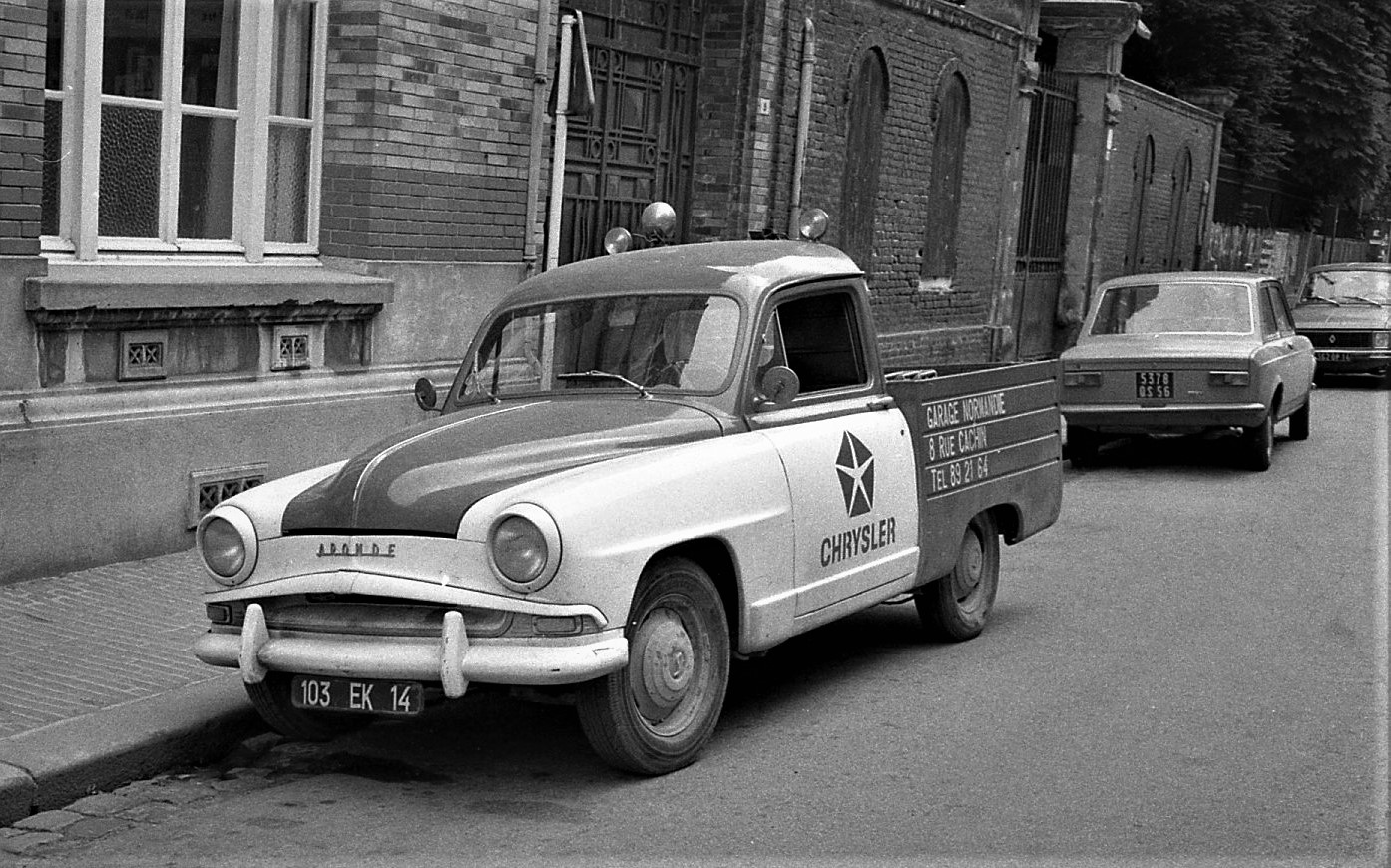
Simca Aronde Intendante van de plaatselijke Chrysler dealer in 1978 in Frankrijk, Normandië

De Simca Aronde was een automodel dat tussen 1951 en 1964 geproduceerd werd door de Franse autofabrikant Simca. De naam Aronde komt van het Oudfranse woord voor zwaluw, het symbool van Simca.
In tegenstelling tot vroegere Simca-modellen, was de Aronde geen kopie van een Fiat-model, maar een origineel ontwerp, al was de technische basis nog wel afgeleid van de Fiat 1200. De Aronde was de eerste Simca met een zelfdragende carrosserie.
Er zijn drie generaties van de Aronde geproduceerd; de 9, de 90A, en de P60.
In Nederland werd de Aronde geassembleerd door Nekaf.